# Sindacato nazionale dei lavoratori dell'industria alimentare
Il Sindacato nazionale dei lavoratori dell'industria alimentare (in spagnolo Sindicato Nacional de Trabajadores del Sistema Agroalimentario - SINALTRAINAL), è un sindacato colombiano dell'industria alimentare, nato nel 1982 dall'unione dei sindacati presenti nelle imprese imbottigliatrici della Coca Cola e della Nestlé colombiane. Attualmente ha circa 4.000 iscritti.
Si è opposto fortemente alla politica della Nestlé colombiana, denunciando i danni provocati dalla dipendenza alimentare causata dal suo monopolio nei settori caffè, grassi e latte. Ha denunciato anche il monopolio commerciale della Coca Cola e le intimidazioni compiute ai danni dei suoi dipendenti.
Secondo le affermazioni dello stesso sindacato, molti suoi dirigenti sono stati assassinati, o rapiti e torturati . È tra i fondatori del movimento di protesta e di boicottaggio Stop Killer Coke.